# Croce (Francia)
Croce (en corso A Croce) es una comuna y población de Francia, en la región de Córcega, departamento de Alta Córcega.
Su población en el censo de 1999 era de 85 habitantes.